# Klaus Patau
Klaus Patau (nacido Klaus Pätau, pronunciado /ˈklaʊs ˈpɛtaʊ/; Gelsenkirchen, 30 de septiembre de 1908 – Madison, Wisconsin, 30 de noviembre de 1975) fue un genetista alemán, nacionalizado estadounidense, célebre por ser el primero en describir la trisomía 13 en 1960. En su honor, el síndrome causado por la trisomía 13 también recibe el nombre de síndrome de Patau. También se conoce como síndrome de Bartholin-Patau, ya que el cuadro clínico asociado a la trisomía 13 fue descrito por primera vez en 1656 por el médico danés Thomas Bartholin.
Trabajó en el Departamento de Genética de la Universidad de Wisconsin-Madison, al igual que su esposa y colaboradora, la citogenetista finlandesa Eeva Therman (1916-2004).

## Biografía
Patau se doctoró en la Universidad Friedrich Wilhelm de Berlín en 1936. Becado por la Fundación Rockefeller, en 1938 estudió durante un año en la John Innes Horticultural Institution de Merton Park, en Surrey (Inglaterra). En 1939 trabajó como ayudante en el departamento de Max Hartmann del Instituto Kaiser Wilhelm de Biología de Berlín-Dahlem. En 1946, tras la Segunda Guerra Mundial, fue ayudante de Hans Nachtsheim en el Instituto de Genética de la Universidad de Berlín. En 1948, tras realizar una estancia de seis meses en el Instituto de Genética Animal de la Universidad de Edimburgo, emigró a los Estados Unidos y obtuvo la nacionalidad estadounidense. Fue investigador y profesor en la Universidad de Wisconsin-Madison hasta su muerte.
En sus primeros estudios genéticos, Klaus Patau analizó los cromosomas de dos especies de mosca de la fruta (Drosophila) y de una araña (Aranea reaumuri). Fue uno de los pioneros en el campo de la microfotometría. En 1960 describió por primera vez el síndrome de Patau, que posteriormente recibiría su nombre, como consecuencia de una trisomía del cromosoma 13 humano o de partes del mismo.